# Deep Impact (űrszonda)
A Deep Impact a Discovery-program harmadik üstökösszondája. Egy becsapódó szondát juttatott el a Tempel 1 üstökös magjába, hogy tanulmányozhassa a kivágódó anyagot. Ez magyarázatot adhat a Naprendszer keletkezésének a körülményeire.

## Küldetés
Az űrszondát 2005. január 12-én indították Cape Canaveralból Delta II hordozórakétával. 431 millió kilométernyi kozmikus út megtétele után 2005. július 3-án érkezett meg a Tempel 1 üstököshöz, ahol egy 350 kg-os lövedéket indított az üstökös magja felé, melynek becsapódását, a kialakuló krátert és a kidobódott anyagot fedélzeti műszereivel figyelte meg. A Tempel 1 37 000 km/óra sebességgel repülve találkozott a becsapódó szondával a Földtől 130 millió km-re. Fényessége néhány magnitúdóval növekedett. A pálya jelentéktelen változásokat szenvedett. A becsapódás előtti becslések szerint a keletkező kráter mérete egy ház és egy futballpálya mérete között lesz. A kráter végül 10 méter mély és 100 méter átmérőjű.

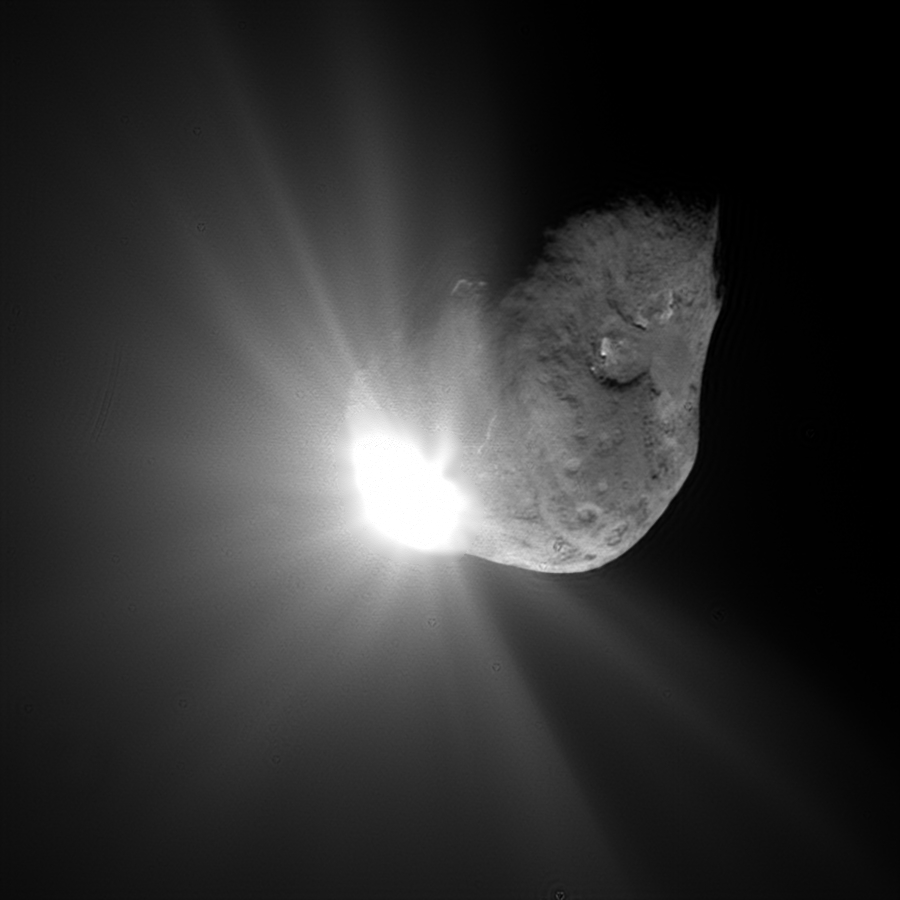
Az üstökösmag a becsapódás pillanatában

A becsapódó lövedék volt az első ember alkotta szerkezet, amely elérte egy üstökös magját. Randy Wesson, a JPL munkatársa: „Két órával a becsapódás előtt a becsapódó
egység a saját navigációs eljárását használva döntötte el, hogy kell-e manővereznie ahhoz, hogy biztosan elölről ütközzön az üstökösnek. Először tett egy 12 másodperces manővert, amelyet egy 2 másodperces követett, majd pedig beleütközött az üstökös magjának legfényesebb részébe.”. A becsapódás után a szondával még egy hónapig tartják a kapcsolatot, hogy az visszasugározhassa a Földre a mérési adatokat. A becsapódást figyelte a Rosetta űrszonda, a Hubble-űrtávcső, a Európai Déli Obszervatórium (ESO), az XMM-Newton-űrtávcső, a Chandra-űrtávcső, a Spitzer-űrtávcső és a SWAS (Submillimeter Wave Astronomy Satellite) műhold is. Az üstökös mélyebben fekvő anyagának megfigyelése azért fontos, mert a Naprendszer külső, hidegebb részében összeállt korai anyagát rejti magában, így megtudhatunk új dolgokat a Naprendszer távolabbi részének korai összetételéről.

### A küldetés meghosszabbítása
2007-ben kezdődött az EPOXI nevű kiterjesztett program, melynek fő tudományos célja a Boethin-üstökös melletti elrepülés és a Föld megfigyelése, amit az exobolygók kutatásánál hasznosíthatnak: a nagy távolságból készült Föld felvételek elemzésével ki tudták mutatni a földi kontinenseket és a közöttük elterülő óceánokat, valamint a felhőzet meglétére utaló jeleket is kimutattak. Hasonló módszerekkel később az exobolygók felszínéről és légköréről is lehet adatokat szerezni.

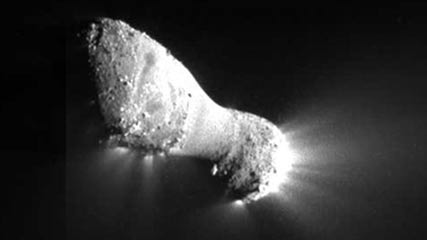
A Hartley 2 üstökös magja a Deep Impact felvételén

A közelről még sosem vizsgált, kis méretű, rövid periódusú Boethin-üstökös meglátogatására 2008. december 5-én került volna sor, de ezt később módosították, és a 103P/Hartley üstökös lett a szonda célja. A randevúra 2010. november 4-én került sor.
A program révén a 2002-ben meghibásodott CONTOUR űrszonda tudományos céljainak egy részét, a különböző típusú üstökösök összehasonlító vizsgálatát igyekeztek megvalósítani.
A küldetés 2013 szeptemberében befejeződött.

## A szonda
A Deep Impact két részből áll: egy 350 kg tömegű becsapódó egységből és egy szondából. Az űrszonda szállítja az elsődleges képalkotó berendezéseket (HRI, MRI) és a becsapódó egységet. A központi rész oldalán felszerelt védőpajzs védi a műszereket a becsapódó törmelékektől.

### Magyar oldalak
- DEEP IMPACT: A NASA szondája rakétát lő egy üstökösbe
- Valóra válik a Deep Impact?
- Becsapódott a Deep Impact űrszonda lövedéke az üstökösbe (2005. július 1.) – részletes leírás, képekkel

### Külföldi oldalak
- JPL: Deep Impact
- Deep Impact (NASA) Archiválva 2005. július 13-i dátummal a Wayback Machine-ben
- Overview of NASA's Deep Impact comet mission